# John Coltrane
 Der er for få eller ingen kildehenvisninger i denne artikel, hvilket er et problem. Du kan hjælpe ved at angive troværdige kilder til de påstande, som fremføres i artiklen.

John William Coltrane (23. september 1926 – 17. juli 1967) var en amerikansk jazzmusiker. Hans hovedinstrument var tenorsaxofon, hvor han skulle måle sig med ældre giganter som Coleman Hawkins, Ben Webster og Lester Young og sin egen tids storheder som Sonny Rollins, Stan Getz og Dexter Gordon. I 60'erne begyndte han også at spille sopransaxofon på sine plader og blev dette instruments betydeligste musiker siden Sidney Bechet.
Coltrane fik sit store gennembrud på Miles Davis' Kind of blue og gik derefter i gang med den række plader i eget navn, der skulle give ham status som periodens store stilskaber i jazz og gøre ham til den saxofonist, som alle senere saxofonister står i gæld til. Coltranes modne spil er karakteriseret ved en vilje til at drive udnyttelsen af temaernes harmoniske islæt og de afledede akkorder til det yderste. De nidkære undersøgelser giver ikke alene usædvanligt lange soli med varierede gentagelser af melodiske indslag, men også en spændvidde i toneomfanget, som ikke var set hos nogen anden tenorsaxofon. Det giver også Coltranes spil en overvældende udtryksfuldhed, som han tager med sig også i de indspilninger, hvor han inspireret af indisk og afrikansk musik fjerner sig stadig mere fra det tematiske spil og det lyriske udtryk. I stedet nærmer han sig, især på sopransaxofonen, gennem en inciterende afstumpet temabehandling og en ny statisk swing Dolphy, Ornette Coleman og Don Cherrys free jazz. Som eksempel på denne udvikling kan nævnes indspilningen af India, hvor den sine steder brutale staccato også kan bringe mindelser om en tidlig inspiration fra Sonny Rollins.
Sine største triumfer fejrede Coltrane i arbejdet med sin berømte kvartet, hvor medspillerne var McCoy Tyner (Piano), Elvin Jones (trommer) og Jimmy Garrison (bas). Kvartetten dannedes i 1960, dog oprindeligt med Steve Davis på bas, og fungerer frem til 1966. Blandt de mest kendte indspilninger kan nævnes My Favorite Things og Naima samt albummet A Love Supreme. Undervejs spiller Coltrane også med stort orkester, hvor free jazz-kunstneren Eric Dolphy optræder, især på tværfløjte. Coltrane turnerer i perioden meget i Europa. Han indspiller også plader med sangeren Johnny Hartmann, fx numrene My One and Only Love og Lush Life.
I 2005 udsendtes et album under titlen Thelonious Monk Quartet with John Coltrane at Carnegie Hall. Det er nyopdagede optagelser fra en koncert den 29. november 1957, hvor Coltrane spiller hos en af sine store inspirationskilder, Thelonious Monk. Ikke mindst skæringen Bye-Ya står tilbage som prægnant udtryk for det fascinerende, omend kortvarige, samarbejde mellem to af de mest originale kunstnere inden for rytmiske musik.
Den svensk/danske tenorsaxofonist Tomas Franck er en af nutidens mest prominente arvtagere fra Coltrane.

## John Coltrane i Danmark
- Med Miles Davis i Tivolis Koncertsal 24. marts 1960[1]

- Med sin kvintet i Falkoner Centret, 22. november 1961